# Вертолітний майданчик Ніакорнат
Вертолітний майданчик Ніакорнат (IATA: NIQ, ICAO: BGNT) — вертодром у Ніакорнаті, селі на північному сході півострова Нуусуак в муніципалітеті Каасуіцуп на північному заході Гренландії. Вертолітний майданчик вважається вертодромом і обслуговується компанією Air Greenland як частина державного контракту.

## Авіакомпанії та напрямки
| Авіакомпанія  | Пункт призначення |
| ------------- | ----------------- |
| Air Greenland | Uummannaq         |

Авіакомпанія Air Greenland виконує державні контрактні рейси до сіл у регіоні Умманнакського фіорду . Ці переважно вантажні рейси не вказані в розкладі, хоча їх можна забронювати заздалегідь. Час вильоту цих рейсів, зазначений під час бронювання, за визначенням є приблизним, при цьому послуга розрахунків оптимізується на льоту залежно від місцевого попиту на певний день.